# HD 110458
HD 110458 (обозначение Байера w Cen / w Centauri) — звезда в созвездии Центавра примерно в 188,4 световых годах от Земли, её видимая звёздная величина составляет +4,66.

## Характеристики
HD 110458 — Оранжевый гигант спектрального класса К0, переменность отсутствует. Масса звезды в 2.7 раза больше солнечной, радиус в 8.5 раз превышает радиус Солнца. Светимость в 39 раз больше солнечной, температура составляет около 4950 кельвинов. HD 110458 приближается к Солнечной системе со скоростью 12 км/с.